# Zastava v gorach
Zastava v gorach (Застава в горах) è un film del 1953 diretto da Konstantin Konstantinovič Judin.